# Liste der Bodendenkmäler in Großheirath
Auf dieser Seite sind die Bodendenkmäler in der oberfränkischen Gemeinde Großheirath zusammengestellt. Diese Tabelle ist eine Teilliste der Liste der Bodendenkmäler in Bayern. Grundlage ist die Bayerische Denkmalliste, die auf Basis des Bayerischen Denkmalschutzgesetzes vom 1. Oktober 1973 erstmals erstellt wurde und seither durch das Bayerische Landesamt für Denkmalpflege geführt wird. Die folgenden Angaben ersetzen nicht die rechtsverbindliche Auskunft der Denkmalschutzbehörde.

## Bodendenkmäler in Großheirath
| Lage       | Objekt                                                                                          | Akten-Nr.     | Bild |
| ---------- | ----------------------------------------------------------------------------------------------- | ------------- | ---- |
| (Standort) | Freilandstation des Mittelpaläolithikums.                                                       | D-4-5831-0003 |      |
| (Standort) | Freilandstation des Mesolithikums.                                                              | D-4-5831-0011 |      |
| (Standort) | Bestattungsplatz mit verebnetem Grabhügel der Hallstattzeit.                                    | D-4-5831-0013 |      |
| (Standort) | Freilandstation des Mesolithikums.                                                              | D-4-5831-0016 |      |
| (Standort) | Freilandstation des Mesolithikums.                                                              | D-4-5831-0017 |      |
| (Standort) | Mittelalterliche Wüstung.                                                                       | D-4-5831-0020 |      |
| (Standort) | Freilandstation des Spätpaläolithikums.                                                         | D-4-5831-0023 |      |
| (Standort) | Freilandstation des Mesolithikums.                                                              | D-4-5831-0024 |      |
| (Standort) | Siedlung vorgeschichtlicher Zeitstellung.                                                       | D-4-5831-0097 |      |
| (Standort) | Archäologische Befunde und untertägige Teile im Bereich der spätmittelalterlichen Evang. Kirche | D-4-5831-0099 |      |
| (Standort) | Befunde des Mittelalters und der frühen Neuzeit im Bereich der Evang.-Luth. Pfarrkirche         | D-4-5831-0121 |      |
| (Standort) | Befunde des Mittelalters und der frühen Neuzeit im Bereich der evang.-Luth. Pfarrkirche         | D-4-5831-0125 |      |